# Ławeczka Józefa Psarskiego w Ostrołęce
Ławeczka Józefa Psarskiego w Ostrołęce została odsłonięta w niedzielę 23 maja 2010 o godz. 11.30 na skwerze jego imienia.
Autorem pomnika jest rzeźbiarz Michał Selerowski. Pomnik przedstawia postać lekarza siedzącego na prostej ławce ogrodowej.
Pomnik przedstawia naturalnej wielkości postać dr. Józefa Psarskiego.